# Миламбо, Антони
Антони-Джибу Миламбо (нидерл. Antoni-Djibu Milambo; родился 3 апреля 2005, Роттердам) — нидерландский футболист, полузащитник английского клуба «Брентфорд».

## Клубная карьера
Уроженец Роттердама, начал футбольную карьеру в молодёжной академии местного клуба ДЕН Мюссхен, после чего перешёл в академию «Фейеноорда». В октябре 2020 года подписал свой первый профессиональный контракт с клубом. 12 августа 2021 года дебютировал в основном составе «Фейеноорда» в матче Лиги конференций УЕФА против «Люцерна». В возрасте 16 лет и 131 дня стал самым молодым игроком в истории клуба, побив рекорд, ранее принадлежавший Джорджиньо Вейналдуму.
3 июля 2025 года перешёл в английский клуб «Брентфорд», подписав пятилетний контракт до середины 2030 года.

## Карьера в сборной
Выступал за сборные Нидерландов до 15 и до 17 лет.

## Достижения
«Фейеноорд»
- Чемпион Нидерландов: 2022/23
- Обладатель Кубка Нидерландов: 2023/24
- Обладатель Суперкубка Нидерландов: 2024